# Castlevania: Vampire's Kiss
Castlevania: Vampire's Kiss, in Giappone Akuma jō Dracula XX (悪魔城ドラキュラＸＸ?, Akuma jō Dorakyura Daburu Ekkusu, lett. "Dracula del castello del Diavolo XX") e negli Stati Uniti Castlevania: Dracula X,  è un videogioco a piattaforme sviluppato e distribuito da Konami. Il gioco è basato sul precedente capitolo Akumajō Dracula X Chi no Rondo, uscito solo in Giappone per PC Engine. È il secondo e ultimo capitolo della serie ad essere sviluppato per Super Nintendo, ed è anche l'ultimo gioco che mantiene il gameplay originale a scorrimento laterale, che verrà modificato a partire da Castlevania: Symphony of the Night con l'inserimento di elementi da videogioco di ruolo.
Il gioco è stato ripubblicato il 23 settembre 2021 nella Castlevania Advance Collection insieme a Castlevania: Circle of the Moon, Castlevania: Harmony of Dissonance e Castlevania: Aria of Sorrow per PlayStation 4, Xbox One, Nintendo Switch e Microsoft Windows.

## Trama
Vampire's Kiss è ambientato nell'anno 1792, durante l'ennesima battaglia tra i Belmont e l'oscuro signore dei vampiri Dracula, resuscitato prematuramente da un gruppo di fanatici, guidati dal sacerdote oscuro Shaft.
Dracula rapisce la fidanzata del diciannovenne Richter Belmont (il pro-pro-pronipote di Simon Belmont), Annette Renard, insieme alla piccola sorella Maria, provocando l'ira di Richter. L'eroe corre verso il castello maledetto di Dracula, affrontando orde di mostri e servi dell'oscuro signore, riuscendo a liberare il suo amore e la sorellina. Alla fine, Richter sconfigge Dracula (il cui spirito sopravviverà sino al 1797 in Symphony of the Night), fuggendo insieme alle due ragazze dal castello.

## Modalità di gioco
Vampire's Kiss condivide il gameplay e la storia con Chi no Rondo, ma i livelli sono completamente riprogettati e alcuni elementi sono stati rimossi: ad esempio, in Chi no Rondo sono presenti quattro livelli "alternativi" a quelli normali, mentre in Vampire's Kiss ne sono presenti solamente due. Inoltre è possibile salvare solo due ragazze contro le quattro della versione originale, e non si può utilizzare Maria come personaggio alternativo.

## Accoglienza
Il gioco è considerato, dalla critica e dai fan della serie, uno degli episodi più "deboli", specie se confrontato a Chi no Rondo: in particolare vengono criticate la struttura blanda dei livelli e la scarsa intelligenza artificiale dei nemici, oltre che ad una mancanza generale di elementi che hanno reso il titolo per PC Engine molto popolare; tuttavia è stato lodato a livello tecnico, grazie ad una palette migliore e ad alcuni effetti speciali derivati dall'utilizzo della modalità Mode 7.